# Meta Jaeger
Meta Jaeger, auch Meta Jäger (* 15. September 1867 in Breslau; † 25. April 1940 in Berlin) war eine deutsche Theater- und Filmschauspielerin.

## Leben
Jaeger, die Tochter eines Kaufmanns, wurde in Gnadenfrei bei den Herrnhutern erzogen und erhielt bei Elisabeth Tondeur in Breslau dramatischen Unterricht. Ihr erstes Engagement fand sie in ihrer Vaterstadt am Lobetheater (1891), wo sie jedoch nur wenig Glück hatte, denn sie wurde meist nur als Statistin verwendet.
Dann kam sie ans Hoftheater nach Altenburg, wo es jedoch umso besser ging. Dort war sie zwei Jahre der erklärte Liebling des Publikums und der Presse (1892 und 1893). Während ihres Engagements daselbst hatte sie auch Gelegenheit auf dem Jagdschlosse Hummelshain in dem Einakter Frisch gewagt, ist halb gewonnen einen fünfzehnjährigen Knaben (König Karl V.) vor Kaiser Wilhelm II. zu spielen. Derselbe nannte sie nach der Vorstellung seinen „reizenden kleinen Kollegen“ und wünschte ihr möglichst bald nach Berlin ins Engagement zu kommen.
Dies erfüllte sich bereits im nächsten Jahre, in welchem sie ans Lessingtheater verpflichtet wurde (1894) als Nachfolgerin von Rosa Retty. Dort verblieb sie zehn Jahre.
Ihr weiterer Lebensweg liegt im Dunkeln. Tatsächlich taucht sie 1928 wieder, diesmal im Stummfilm Adam und Eva von Rudolf Biebrach auf. Es folgten mehrere Filme. Sie starb 1940 in Berlin.

## Filmografie
- 1928: Adam und Eva
- 1934: Die englische Heirat
- 1934: Ritter wider Willen
- 1935: Das Mädchen vom Moorhof
- 1935: Krach im Hinterhaus
- 1935: Mazurka
- 1936: Der müde Theodor